# رشاد عثمان
رشاد عثمان ممثل ومخرج مسرحي مصري من مواليد 10 نوفمبر 1935، تخرج من المعهد العالي للفنون المسرحية عام 1963، ثم عين بفرقة التليفزيون المسرحية في 9 مايو 1962، وعمل ممثلاً ومساعداً للإخراج.
توفي في 26 ديسمبر 2006 وكان رصيده الفني:
قام بالتمثيل في 110 عملاً في الإذاعة والسينما والتلفزيون والمسرح كان أشهرها: المسلسل التلفزيوني «الإمام مالك» عام 1980 – المسلسل الإذاعي «نور الحياة» – فيلم «خمسة باب» عام 1983 - فيلم «كفانى يا قلب» عام 1977 - المسلسل الإذاعي «جريمة لم أرتكبها» - المسلسل الإذاعي «قلب امرأة» - مسلسل رأفت الهجان (1988) - فيلم إسكندرية ليه؟ (1979) - فيلم البيضة والحجر (1990) - فيلم طائر على الطريق (1981) - فيلم فجر الإسلام (1971).
قام بإخراج تسعة مسرحيات: مجرم تحت الاختبار – فتاة الغلاف – سوق الحمير/ الحمار يؤلف – ثلاث جميلات والحب – الناس مقامات – الحزام (1971) – يا أنا يا هو (1975) – ممنوع دخول الستات (1980) – للسيدات فقط (1992)

## وصلات خارجية
- رشاد عثمان على موقع IMDb (الإنجليزية)
- رشاد عثمان على موقع الدهليز
- رشاد عثمان على موقع قاعدة بيانات الأفلام العربية
- رشاد عثمان على موقع الدهليز
- رشاد عثمان على موقع كاروهات